# Carlos Alberto Sanches
Carlos Alberto Sanches (Bemposta, Portugal, 28 de agosto de 1941), é um professor linguista, escritor e filólogo português naturalizado brasileiro, e membro da Academia Paranaense de Letras.

## Carreira
Nasceu em 8 de agosto de 1941, porém só foi registrado em 10 de outubro do mesmo ano, em Bemposta, Portugal.
No Brasil desde 1952, graduou-se em Direito pela UFPR em 1968, e em Letras neolatinas-inglês pela PUC-PR em 1974. 
É especialista em língua portuguesa e literatura brasileira pela UFPR, em pedagogia da escrita criativa pela PUC-SP, sob os auspícios do prof. Samir Cury Mesa Rani, e em laboratório e oficina de texto em grupo, do prof. Hildebrando André pela PUC-SP, também estudou Linguística e Análise do Discurso na UTFPR. 
Dedicou-se há mais de 40 anos ao ensino de língua, literatura luso-brasileira e redação. 
Fundou e dirigiu várias instituições de ensino; o Instituto de Ensino Camões (antigo curso Camões, que deixou em 1982) e o Ibel, também especializado no ensino de língua portuguesa e produção escrita, especialmente para vestibulares. Atualmente dirige o CEPS (Centro Educacional Prof. Sanches, sucessor do Ibel. Como filólogo, ocupa a Cadeira 19 da Academia Paranaense de Letras desde 1998. 
É escritor, com várias obras de ficção já publicadas: O Pai, uma ficção em prosa contos; coleção de contos infanto–juvenis: Encantamento das Virtudes e Cães Expulsos do Paraíso, sendo esta última bilíngue, resultado de seus contatos com a cultura e realidade sul-americanas. Atualmente leciona redação, terminou a obra didática Redação sem Segredos e Tópicos de Gramática Prática, auto-instrutiva e abordagem pedagógica de linguística textual, para ensino a distância, on-line, ainda não disponível.
É instrutor e conferencista em redação geral. Ministra cursos de redação para organizações privadas e públicas.
Em 1998 foi eleito para ocupar a Cadeira nº. 19, da Academia Paranaense de Letras como linguista, escritor e filólogo.
Fundou e dirigiu o instituto de ensino Camões, onde aglutinou o moderno curso Camões, (curso pré-vestibular para a área de ciências humanas, de 1966 até 1982), Colégio Camões, 1º e 2º graus e o Supletivo Camões.
Participou do incipiente movimento concretista do Paraná com o poeta Paulo Leminski.

## Ligações Externas
- Blog pessoal
- Perfil na Academia Paranaense de Letras
- Perfil no Memórias Paraná